# Trzmielów
Trzmielów – wieś w Polsce położona w województwie dolnośląskim, w powiecie polkowickim, w gminie Chocianów.

## Podział administracyjny
W latach 1975–1998 miejscowość administracyjnie należała do województwa legnickiego.

## Zabytki
Do wojewódzkiego rejestru zabytków wpisane są:
- kościół ewangelicki graniczny, obecnie rzymskokatolicki filialny pw. Matki Bożej Różańcowej, z 1656 r., 1909 r.
- cmentarz ewangelicki, obecnie rzymskokatolicki, przy kościele